# Pier Arjen de Groot

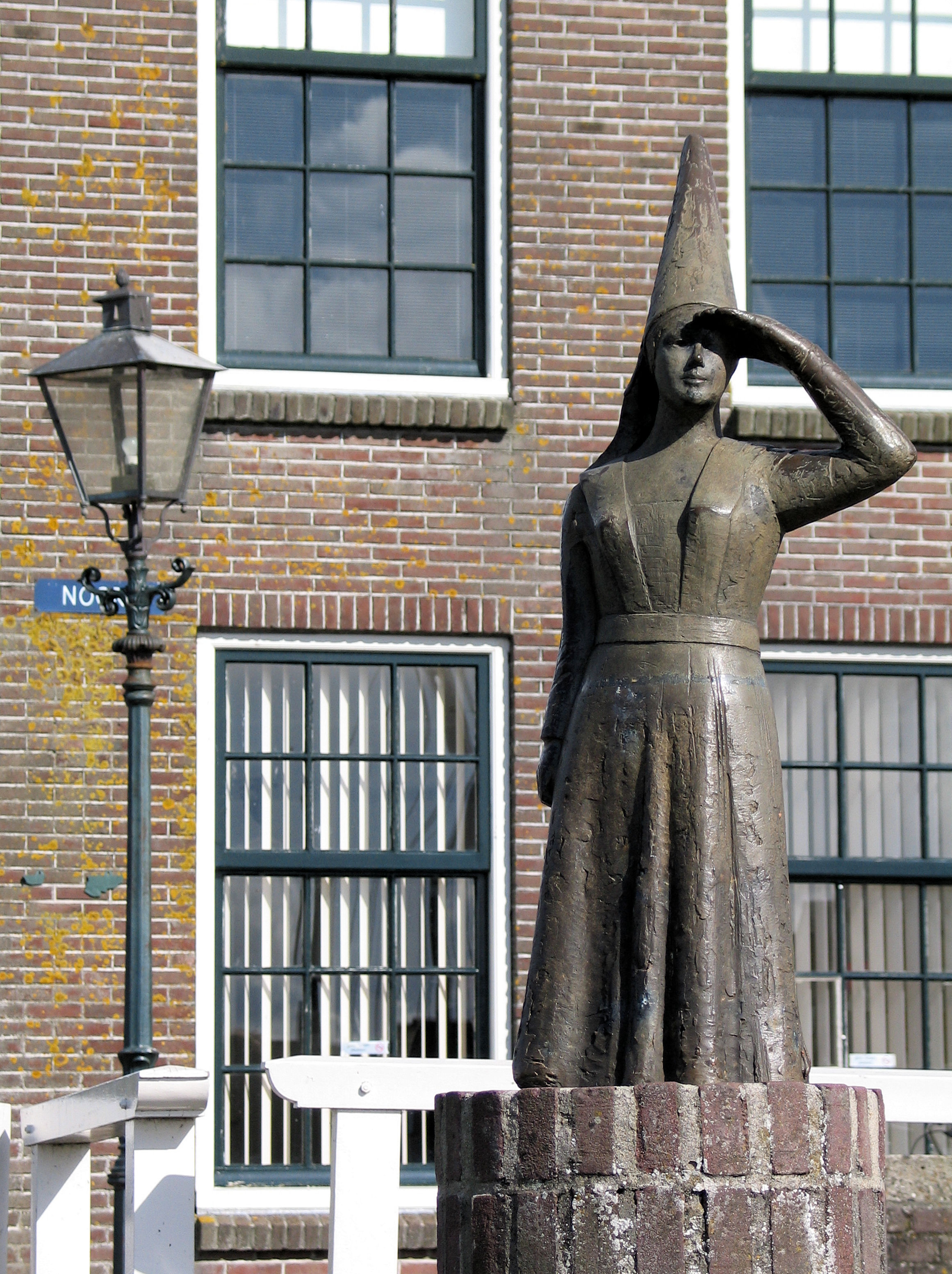
Het vrouwtje van Stavoren

Pier Arjen de Groot (Utrecht, 27 juni 1905 – Den Haag, 22 april 1995) was een Nederlands schilder, tekenaar, etser, beeldhouwer en medailleur.

## Leven en werk
Pier de Groot werd geboren aan de Mariaplaats in Utrecht als oudste zoon van de Friese arts Arjen de Groot en Hermina Hendrika Wilhelmina de Ligt. In 1931 trok hij naar Amsterdam, waar hij les kreeg van de schilder Hendricus IJkelenstam en verder werd opgeleid aan de Rijksakademie van beeldende kunsten, als leerling van Antoon Derkinderen, J.H. Jurres. Hij schilderde en tekende onder meer figuurvoorstellingen en portretten. Hij was lid van de De Onafhankelijken en exposeerde onder andere tijdens een jubileumtentoonstelling van De Onafhankelijken in het Stedelijk Museum Amsterdam (1932).
De Groot kreeg lessen van de beeldhouwer Hendrik Maurits Hagedoorn in Voorburg, maar ontwikkelde zich na de oorlog grotendeels als autodidact tot figuratief beeldhouwer en medailleur. Hij exposeerde onder meer bij de eerste Sonsbeekexpositie (1949), de tentoonstelling 'Beeldhouwers exposeren' van de Nederlandse Kring van Beeldhouwers in Museum Fodor (1949) en de tentoonstelling 'Nederlandse Beeldhouwkunst' in het Haags gemeentemuseum (1951). In 1950 bezocht Cornelis Veth zijn atelier aan de Vissershaven in Scheveningen, Veth was door vrienden op het beeldhouwwerk geattendeerd en verrast door de kwaliteit ervan. Over de beelden schreef hij: "De indruk, die men ontvangt, -en begrijpelijkerwijs vooral uit de beide naaktfiguren-, is die van een consciëntieus en kieskeurig streven naar volmaaktheid in vorm, verhoudingen en houding." De Groot sloot zich aan bij De Nieuwe Ploeg in Voorburg. In 1953 nam hij deel aan Tien jonge beeldhouwers, de eerste openluchttentoonstelling van de groep in Park Sonnenburgh met Lotti van der Gaag, Nol Greebe, Marian Gobius, Jaap Gutterswijk, Theo van der Nahmer, Ellen Roona, Rudi Rooijackers, Jan Snoeck, Aart van den IJssel en Hans van Zutphen. Vanaf 1967 woonde hij 's winters in Den Haag en 's zomers in Stavoren. Het bekendste beeldhouwwerk van De Groot is het bronzen beeld van Het Vrouwtje van Stavoren, het werd in juni 1969 door burgemeester Thijs van Hout aan de havenkade onthuld.
De Groot overleed op 89-jarige leeftijd.

## Enkele werken
- 1954: Vrouw, Keizerstraat, Breda
- 1969: Vrouwtje van Stavoren, Havenweg, Stavoren

- Biografisch Portaal: 06393180
- RKD-Nederlands Instituut voor Kunstgeschiedenis: 34168